# 18242 Peebles
18242 Peebles (2102 T-2) là một tiểu hành tinh vành đai chính.